# Xian de Linqu
Le xian de Linqu (chinois : 临朐县 ; pinyin : línqú xiàn) est un district administratif de la province du Shandong en Chine. Il est placé sous la juridiction de la ville-préfecture de Weifang.

## Démographie
La population du district était de 866 607 habitants en 1999.